# Oso bailarín

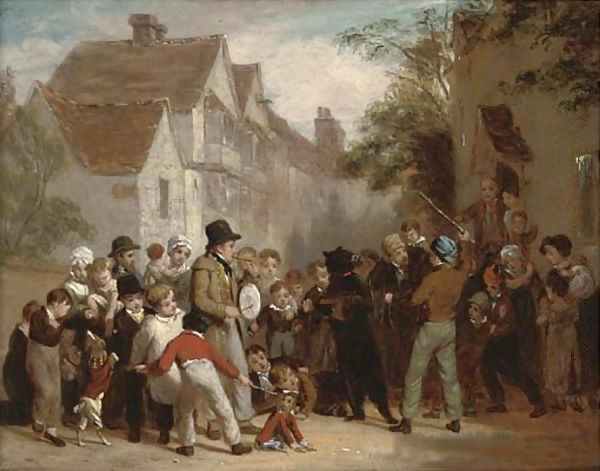
El oso bailarín de William Frederick Witherington, Inglaterra, 1822

Un oso bailarín, también llamado oso domesticado, es un oso salvaje capturado cuando es joven, o nacido y criado en cautiverio, y se usa para entretener a la gente en las calles o tabernas. Los osos bailarines eran algo común en Europa y Asia desde la Edad Media hasta el siglo XIX, y todavía se pueden encontrar en el siglo XXI en algunos países.

## Osos bailarines

### Historia
En la Antigua Roma, los osos y los monos eran llevados a bailar y realizar trucos para el público. Los osos bailarines fueron un lugar común en el subcontinente indio durante siglos. El último de ellos fue liberado en 2009.
En Rusia y Siberia, los cachorros fueron capturados durante siglos para ser utilizados como osos bailarines que acompañaban a los músicos de taberna (skomoroji), como se describe en Viajes de Adam Olearius.
Los osos bailarines se extendieron por toda Europa desde la Edad Media hasta el siglo XIX. Aún siguen presentes en las calles de España y en Europa del Este.
Recientemente, organizaciones y activistas por los derechos de los animales han trabajado para prohibir o erradicar a los osos bailarines, debido a que son vistos como crueles y anticuados, citando el maltrato y abuso utilizado para entrenar a los osos.

### Manejadores de osos franceses
Viajar con un oso fue muy popular en Francia a finales del siglo XIX, entre 1870 y 1914. Más de 600 hombres de Ariège, en los Pirineos franceses, entrenaron a un cachorro de oso que se encontraba en las montañas cercanas a su hogar. Entre ellos, 200 viajaron a Norteamérica llegando a los puertos de Nueva York, Quebec, Montreal y Halifax desde los puertos de Liverpool, Glasgow y Belfast. Salían de casa a principios de primavera, caminando desde los Pirineos a través de Francia e Inglaterra, ganando dinero por la travesía para llegar a Norteamérica en mayo o junio.